# 蔡澤鴻
蔡澤鴻（英語：Choy Chak-hung，1968年—），香港民主派人士，前香港觀塘區議會主席兼安利選區議員。

## 政治生涯
自1994年起，蔡澤鴻就在安利選區當選，至今未曾落敗。
2015年11月22日，蔡澤鴻第6度參與區議會選舉，在安利選區以2,128 票，擊敗得1,665票的民建聯梁騰丰，成功連任。
2019年11月24日，蔡澤鴻第7度參與區議會選舉，在安利選區以3,687票，擊敗得2,704票的民建聯曾榮輝，成功連任。